# Monastero di Leimonos
Il monastero di Leimonos è un luogo di culto ortodosso, fondato in epica Bizantina e rifondato nel 1526 da Sant'Ignazio Agallianos. Questo luogo di culto è l'istituzione monastica più importante dell'isola di Lesbo, in Grecia. Il suo nome deriva probabilmente da "leimonas", che significa prato, rappresentando simbolicamente un accogliente santuario per le anime. Questo nome riflette il contributo significativo del monastero agli aspetti religiosi, educativi, sociali e culturali dell'isola. Il monastero celebra la sua festa il 14 ottobre in onore del riposo eterno del Santo.
All'interno del recinto del monastero funzionava allora la famosa scuola "Leimonias", rimasta aperta fino al 1923.
Nel cuore del complesso centrale si erge la grande cattedrale del monastero dedicata a Taxiarchis Michele arcangelo, accessibile esclusivamente agli uomini. È una basilica a tre navate con il tetto della navata centrale più alta delle altre due e doppio nartece. Il suo interno è ornato da interessanti dipinti murali databili tra la seconda metà del XVI e la prima metà del XVII secolo. Degno di nota è il templon dorato in legno intagliato all'interno della chiesa. 
Del monastero è presente anche l'antica ala delle celle, costruita nel XVI secolo, dove risiedeva il Santo. Oltre alla cattedrale, il complesso comprende altre chiese e cappelle, che custodiscono il teschio del Santo e numerose reliquie di vari Santi.
Il museo del monastero espone collezioni tematiche di rare reliquie in sale dedicate. Queste includono una collezione di icone, una collezione di manoscritti, archivi di documenti, una biblioteca di materiali stampati, la sagrestia del monastero, una casa tradizionale di Lesbo, un museo popolare, la sagrestia del vescovo metropolita di Mithymna Iakovos, un museo del folclore e un museo di geologia.
I sentieri di trekking, conosciuti come "Sulle orme di Sant'Ignazio", sono costituiti da sentieri in pietra che un tempo collegavano il monastero alle dipendenze circostanti, molte delle quali esistono sin dai tempi del Santo. Dirigendosi a nord dal monastero e attraversando la strada centrale, il sentiero scende verso il monastero di Myrsiniotissas e infine raggiunge Dafia. Dirigendosi a sud da lì, superando le cappelle di campagna, il sentiero di pietra conduce ai Metochi dei Santi Anargyroi e alla pianura di Kalloni.